# جوناثان ماكدويل
جوناثان ماكدويل (بالإنجليزية: Jonathan McDowell)‏ (و.  –  م) هو عالم فيزياء فلكية، وعالم فلك، من المملكة المتحدة.

## التعليم
تعلم في جامعة كامبريدج، ومدرسة الكلية الملكية ‏.